# Моріс Альбвакс
Морі́с Альбва́кс (фр. Maurice Halbwachs, фр.: [mɔˈʁis ˈalbvaks]; 11 березня 1877, Реймс — 16 березня 1945, Бухенвальд) — французький філософ та соціолог, представник соціологічної школи Дюркгайма, відомий як винахідник та засновник наукової галузі дослідження історичної колективної пам'яті.

## Біографія
З сім'ї ельзасько-німецького походження, син викладача німецької мови в ліцеї. Навчався в Еколь Нормаль протягом 1898—1901 років. Викладав в ліцеях Реймса, Тура, Нансі, в 1918—1919 роках — в Каннах, в 1919-1935-соціологію в Страсбурзі. У 1930 році — запрошений професор Чиказького університету. У 1935 році отримав кафедру в Сорбонні. Президент Французького соціологічного товариства (1938 рік), віце-президент Психологічного товариства (1943). У травні 1944 обраний завідувачем кафедрою колективної психології в Колеж де Франс.
Прихильник ідей гуманізму і соціалізму, Альбвакс був активним противником антисемітизму. Після звірячого вбивства батьків його дружини (яка була єврейського походження), він наполегливо вимагає від влади окупованої Франції офіційного розслідування. У липні 1944 Альбвакса заарештовала гестапо за звинуваченням у наданні притулку його сину, учаснику руху Опору. Його від початку помістили у в'язницю, а потім депортували в Бухенвальд, де він помер від шигельозу (тоді називали дизентерією).

## Теоретичні погляди
Французький соціолог і соціальний психолог, представник соціологічної школи Дюркгейма. У політичному плані був прихильником реформістського соціалізму, брав участь в Опорі. Альбвакс, досліджував головним чином проблеми потреб, споживання, способу життя та психології соціальних класів.
Класи, по Альбваксу, визначаються через існування класової свідомості й ієрархії, заснованої на визначеній. системі цінностей: «Класи слід визначати у співвідношенні з благами, які вважаються найважливішими в кожному типі суспільства» Альбвакс підкреслював відносність, рухливість і соціальну обумовленість потреб і споживання, необхідність вивчення їх у рамках цілісних соціальних структур. Він був одним з небагатьох в школі Дюркгейма, хто широко застосовував у своїх дослідженнях статистичні методи.
У книзі «Причини самогубства» (1930) Альбвакс пом'якшив антипсихологізм в аналізі самогубства, властивий Дюркгейму, і продемонстрував взаємодію соціальних і психічних чинників цього явища, одночасно піддавши перегляду та уточнення деякі встановлені Дюркгеймом залежності.

## Проблеми пам‘яті
Моріс Альбвакс був учнем філософа-інтуїтивіста Анрі Бергсона, з одного боку, і засновника французької соціологічної школи, одного з найяскравіших представників позитивізму Еміля Дюркгейма — з іншого. Крім того, він був близький з Л. Февром і М. Блоком і входив до першої редакції «Анналів», представляючи в цьому міждисциплінарному виданні соціологію. Саме з школи «Анналів» пішло вивчення Альбваксом пам‘яті.
У роботах, присвячених проблемам пам'яті, Альбвакс показав, що пам'ять не тільки психофізіологічна, а й соціальна функція. Індивідуальна пам'ять обумовлена «колективною пам'яттю», втіленою в традиціях, соціальних інститутах тощо, а соціальну взаємодію і ритми соціального життя — важливий фактор запам'ятовування. Соціальне середовище впорядковує спогади в просторі і в часі, служить джерелом як самих спогадів, так і понять, в яких вони фіксуються.

## Соціальні рамки пам‘яті
Робота Альбвакса написана в руслі магістральної лінії французької соціології, від «Самогубства» Дюркгейма до «Міфології» Барта: "те, що прийнято вважати індивідуальним, насправді соціальне, входить в сферу цивільної відповідальності.
Отже, основна ідея роботи полягає в тому, що пам'ять індивідів і груп соціально детермінована, саме для аналізу цієї громадської складової автор використовує поняття «рамки». "Найчастіше я згадую про щось тому, що до цього спонукають мене інші, що їх пам'ять допомагає моїй пам'яті, а моя пам'ять спирається на їх пам'ять. <…> В такому сенсі виходить, що існує колективна пам'ять і індивідуальні рамки пам'яті, і наше індивідуальне мислення здатне до спогаду остільки, оскільки вона укладена в цих рамках і бере участь в цій пам'яті «.
Попри те, що сувора соціологічна традиція „перемагає“ у книзі Альбвакса інтуїтивістську, особисте знайомство автора з Анрі Бергсоном і психологічною школою вплинуло на логіку побудови дослідження, та й на вибір самого об'єкта — пам'яті, а значна частина матеріалу, що приводиться Альбваксом, швидше запозичена їм у психологів або зі спостережень за особистим досвідом, ніж має соціально-емпіричний характер.
Аналіз Альбвакс починає з „чистого досвіду“(в момент сну, коли індивід відділений від суспільства). Це та відмінність від реальності, коли ми уточнюємо свої відчуття співвідносячи себе з іншими. „Сновидіння ґрунтується тільки на самому собі, тоді як наші спогади спираються на спогади інших людей і загальні рамки пам'яті нашого суспільства“.
Аналізуючи відмінність спогадів та сну Альбвакс робить важливий висновок: спогади завжди є реконструкцією. Розуміти це слід як те, що, навіть згадуючи щось з минулого, індивід не може глянути на це очима дитини, він не в силах відкинути накопичений за прожитий час багаж досвіду.
Друга ідея полягає у вияві зв'язку між пам'яттю та мовою. Він обґрунтовує це такими фактами — сни ми не можемо адекватно відобразити словесно навіть щойно прокинувшись. Другий аргумент — втрата можливостей словесних спогадів унаслідок „афазії“ — травми мозку. Ці порушення спричинюють проблеми з пам'яттю. Також незаперечним аргументом є те, що „перед тим як викликати з пам'яті спомин, ми його промовляємо“. Цьому предмету окремо присвячена третя глава, важливий постулат якої-мінливість спогадів з часом: „Деякі спогади не виникають знову не тому, що вони старі і поступово розсіялися, — просто раніше вони були обрамлені такою системою понять, якої у них вже немає сьогодні“. А звідси наступний важливий крок: „Спогад може і не зберігатися — наша нинішня свідомість містить у собі і знаходить навколо себе засоби, що дозволяють його виробити“.
Це надзвичайно важливе спостереження, надихаюче багатьох сучасних гуманітаріїв — від дослідників усних свідчень (і трансформацій спогадів, які спостерігаються в них), до соціологів, що займаються політикою пам'яті і способами її свідомого конструювання різними групами. Тим самим колективна пам'ять має історичний характер: „… Історія не просто відтворює розповіді сучасників про події минулого, але час від часу і підправляє їх — не тільки тому, що має в своєму розпорядженні інші свідоцтва, але і з тим, щоб пристосувати їх до прийомів мислення та репрезентації, властивим нинішнім людям“.
Подальший хід думки автора концентрується на формуванні та зміні спогадів з плином часу — від особистісного сприйняття (так, індивід більш детально здатний відтворити ті події, які він переживав в останні години), до навмисного чи несвідомого конструювання образів минулого в групах. Тому Альбвакс саме тут ставить крапку в розгляді індивідуальних механізмів пам'яті і переходить до аналізу пам'яті в родині, потім релігійній групі й, нарешті, у соціальних класах.
Глава про релігійну пам'ять розкриває найважливіший тип соціальної роботи зі спогадами — виникнення і функціювання традиції. Крім того, що традиція постійно піддається ревізії в інтересах сьогодення, вона має природу колажу. Традиційна культура будує свої нинішні уявлення з підручного матеріалу, реутилізуючи уламки старих, вже мало що говорячих їй спогадів — як своїх, так і чужих». Так, християнство адаптує язичницькі традиції і вірування, час і місце в спогадах про конкретні події, що описуються в переказах, які поступово сприймаються в символічній формі і знаходять спільні риси. У зв'язку з цим можна виділити два типи носіїв традиції в суспільстві — догматики і містики. Перші прагнуть не «заново переживати» минуле, а погоджувати його згідно з вченням — звідси походить ритуалізація пам'яті, її «застигання» (поступово обряди «застигають в буквальних формулах і монотонних жестах, чия дійсна сила знижується»). Другі прагнуть не стільки «довести релігію», скільки «жити нею». Однак, незважаючи на протилежність устремлінь догматиків і містиків, в релігії є місце і тим, і іншим: містиків частково допускають туди тому, що своїми баченнями і особистими переживаннями вони зміцнюють рамки традиційних вірувань. Не важко розпізнати тут аналогії з формами існування традиції і поза релігійних груп: традиція намагається відновити зв'язок з минулим, виходячи з розуміння потреб нашого часу (ідея, вже в 1980-их отримала детальну розробку у Е. Хобсбаума і Т. Ренджера).
Нарешті, заключна глава про соціальні класах і їх традиції спирається на, як мінімум, дві важливі тези. По-перше, Альбвакс пояснює, яким чином сьогоднішні ідеї здатні трансформувати традиційні спогади. Це відбувається, наприклад, коли новий соціальний клас (буржуазія) спочатку мімікрує, прикривається цінностями старого (аристократії), поступово підміняючи, наприклад, уявлення про цінності військової доблесті і тривалого служіння короні міркуваннями про важливість таких якостей, як компетентність, талант, а потім — багатство, доступ у певні кола адміністративного апарату. Друге — спостереження над тим, що сучасна людина часто виконує в суспільстві безліч функцій, і під час переходу з однієї групи в іншу люди неминуче привносять в одну з цих груп стиль мислення, запозичений в іншій, і навпаки. Звідси думка вченого про те, що колективна пам'ять сучасного буржуазного суспільства «програла в глибині» (тобто давності спогадів) стільки ж, скільки виграла в широті .

## Значення творчості Альбвакса
Моріс Альбвакс — різноплановий, талановитий представник французької школи. В його доробку є багато праць, але все ж найвідомішими є дослідження в сфері колективної пам'яті.
«Соціальні рамки пам'яті» стали однією з найбільш значущих книг вченого, передбачивши багато з ідей, які він висловив у своїй останній і також широко відомій праці «Колективна пам'ять» (книга побачила світ уже після смерті автора, в 1950 «Колективна пам'ять» дала величезний імпульс гуманітарній рефлексії в 1980-і рр.., досі викликаючи суперечливу реакцію вчених. Сам же Альбвакс вважав, що історія починається там, де пам'ять закінчується і, за спостереженням П. Хаттона, «ніколи не дивився на історію як на різновид офіційної пам'яті, як на репрезентацію минулого, санкційовану авторитетом науки».
Цінність робіт Альбвакса — в залученні уваги до того факту, що пам'ять складається в неоднорідному, історично виниклому і фрагментарному просторі суспільства. При цьому «пам'ять про минуле і формується, і деформується одночасно, і науки про суспільство мають брати до уваги цей подвійний процес — як мінімум роблячи поправку на його вплив, що спотворює, а також досліджуючи закони його протікання».

## Основні праці
- Leibniz (1907, перевид. 1928)
- La classe ouvrière et les niveaux de vie (1913)
- Les origines du sentiment religieux d'après Durkheim (1925)
- Les Cadres sociaux de la mémoire (1925)
- La Population et les tracés de voies à Paris depuis cent ans (1928)
- Les Causes du suicide (1930)
- Morphologie sociale (1930)
- Sociologie économique et démographique (1940)
- La Topographie légendaire des Évangiles en Terre Sainte; étude de mémoire collective (1941)
- Les classes sociales (1942)
- La Mémoire collective (1950)

## Публікації, доступні російською
- Возникновение религиозного чувства по Дюркгейму// Происхождение религии в понимании буржуазных ученых. М.: Московский рабочий, 1932
- Социальные классы и морфология. СПб: Алетейя, 2000
- Коллективная и историческая память
- Социальные рамки памяти/Пер. с фр. и вступ. статья С. Н. Зенкина. М.: Новое издательство, 2007